# Lý Hồng Trung
Lý Hồng Trung (tiếng Trung: 李鸿忠; Li Hongzhong, sinh tháng 8 năm 1956) là chính trị gia người Trung Quốc. Ông là Ủy viên Bộ Chính trị Đảng Cộng sản Trung Quốc khóa XX, khóa XIX, Phó Ủy viên trưởng Ủy ban Thường vụ Đại hội Đại biểu Nhân dân Toàn quốc Trung Quốc (Phó Chủ tịch Quốc Hội). Ông từng là Bí thư Thành ủy thành phố Thiên Tân. Lý Hồng Trung sinh ra ở thành phố Thẩm Dương, tỉnh Liêu Ninh, Trung Quốc. Lý Hồng Trung trải qua phần lớn sự nghiệp của mình ở tỉnh Quảng Đông, đáng chú ý nhất là Thị trưởng, sau đó là Bí thư Thành ủy thành phố Thâm Quyến. Năm 2007, ông được thuyên chuyển lên tỉnh Hồ Bắc; sau đó ông giữ chức Tỉnh trưởng Chính phủ Nhân dân tỉnh Hồ Bắc và Bí thư Tỉnh ủy tỉnh Hồ Bắc. Trong thời kì ở Hồ Bắc, ông từng gây tranh cãi khi nắm lấy bút ghi âm từ tay của một nhà báo.